# Regierungsgebäude (Frauenfeld)
Das Regierungsgebäude des Kantons Thurgau (Zürcherstrasse 188) steht mitten in der Stadt Frauenfeld, der Hauptstadt des Kantons. Der Standort ist etwas erhöht an der Promenade, die auch zum Schloss Frauenfeld führt.

## Architektur und Geschichte
Das Gebäude wurde 1868 eröffnet, 65 Jahre nach der Kantonsgründung, als der Thurgau vom Untertanengebiet zum selbständigen Kanton wurde. Das Regierungsgebäude des Kantons Thurgau in Frauenfeld ist eines der herausragendsten Werke von Johann Joachim Brenner, dem Begründer jener Architektendynastie, der man heute nachsagt, sie habe «den Thurgau gebaut». 1868 als Ausdruck eines jungen, aufblühenden Gemeinwesens weitsichtig entworfen, wird die Architektur des Regierungsgebäudes gleichsam als Verkörperung der Tugenden des einheimischen Menschenschlags interpretiert: "nüchterne Klarheit, zurückhaltendes Schmuckwerk, Solidität in Material und Konstruktion".
«Das neue Regierungsgebäude, von Joachim Brenner (1815–1887) geplant, 1866 im Rohbau vollendet und im Frühjahr 1868 bezogen, bildet einen zweigeschossigen, langgestreckten Bau mit schwach betonten Mittel- und Eckrisaliten. Er huldigt einem stark zweckgebundenen, zierarmen Spätklassizismus Semperscher Baugesinnung. Die Elemente beachten durchwegs einfachste geometrische Formen, die sich ohne jedes Pathos zu einer klug abgewogenen, aber mehr graphisch und flächig empfundenen als raumbewußten Einheit zusammenfinden.»
Im Laufe der Zeit wurde das Gebäude immer wieder renoviert. 1936 wurde Albert Brenner, der Sohn Johann Joachim Brenners, beauftragt einen neuen Flügel, im gleichen Stil, für das Staatsarchiv anzubauen. Die Fassade wurde genau übernommen, obwohl die Höhe der Innenräume nicht den Fenstern entsprach, sondern nur für die Archivregale ausgelegt waren. In den Jahren 2011 bis 2013 fand eine Gesamtsanierung statt, die sich von den architektonischen Vorgaben leiten liess. Das Staatsarchiv wurde verlegt und es entstanden neue Büroräumlichkeiten für die Verwaltung.
2014 gestaltete die Künstlerin Joëlle Allet das Kunstwerk Die fabelhafte Regierung. Es besteht aus fünf heraldischen Tieren im Bronzeguss (Biber, Fuchs, Wildschwein, Eule, Hase), die vor dem Gebäude platziert wurden.